# Ördöngösfüzes község
Ördöngösfüzes község (románul: Comuna Fizeșu Gherlii) község Kolozs megyében, Romániában. Központja Ördöngösfüzes, beosztott falvai Boncnyíres, Füzesmikola, Kisszék, Lunca Bonțului.

## Fekvése
Kolozs megye északkeleti részén helyezkedik el, Szamosújvártól 6, Kolozsvártól 60 kilométerre.

## Népessége
1850-től a népesség alábbiak szerint alakult:
| Lakosok száma | 2734 | 2640 | 3171 | 3755 | 3825 | 3482 | 2619 | 2631 | 2564 | 2191 |
|               | 1850 | 1880 | 1900 | 1930 | 1941 | 1977 | 1992 | 2002 | 2011 | 2021 |

A 2011-es népszámlálás adatai alapján a község népessége 2564 fő volt, melynek 57,88%-a román, 20,87-a magyar  és 16,15%-a roma Vallási hovatartozás szempontjából a lakosság 69,19%-a ortodox, 20,32%-a református és 3,08%-a görög rítusú római katolikus.

## Nevezetességei
A község területéről az alábbi épületek szerepelnek a romániai műemlékek jegyzékében:
- a füzesmikolai Istenszülő elszenderedése fatemplom (LMI-kódja CJ-II-m-A-07722)
- az ördöngösfüzesi református templom (CJ-II-m-B-07615)

A község területén elhelyezkedő Csukás-tó országos szinten védett terület.